# NGC 3883
NGC 3883 é uma galáxia espiral (Sb) localizada na direcção da constelação de Leo. Possui uma declinação de +20° 40' 33" e uma ascensão recta de 11 horas, 46 minutos e 47,1 segundos.
A galáxia NGC 3883 foi descoberta em 13 de Abril de 1785 por William Herschel.